# Otto Herbert Hajek

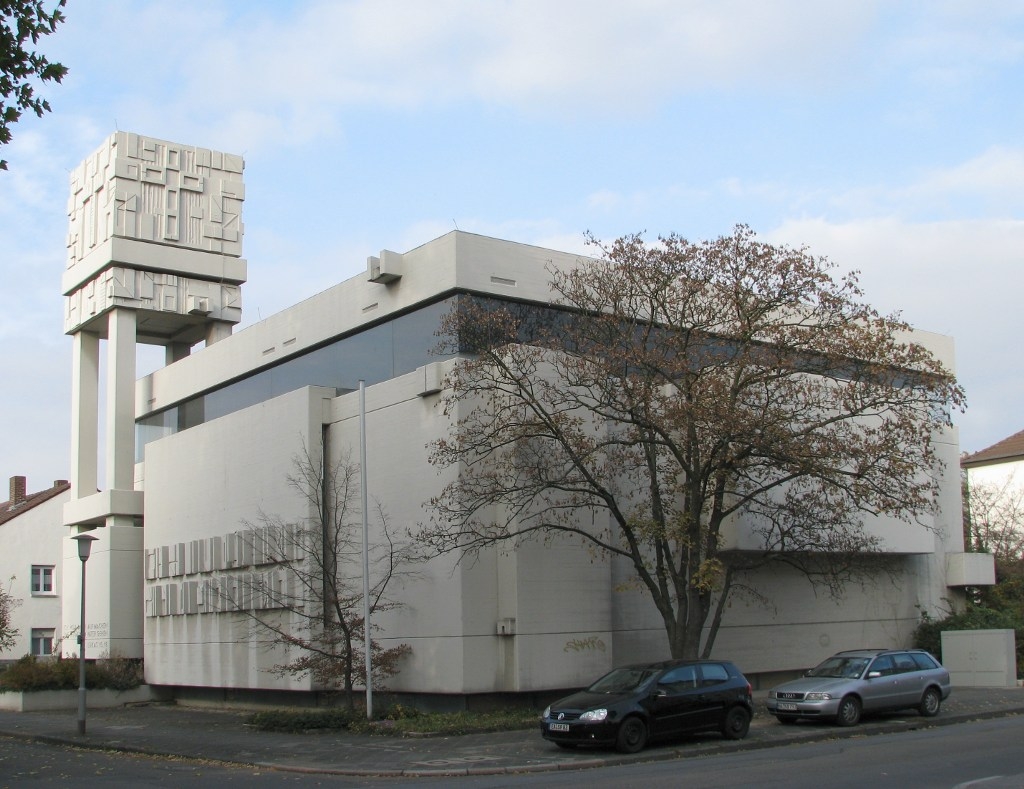
reliëfs Evang. Lukaskirche Mannheim (1966/67)

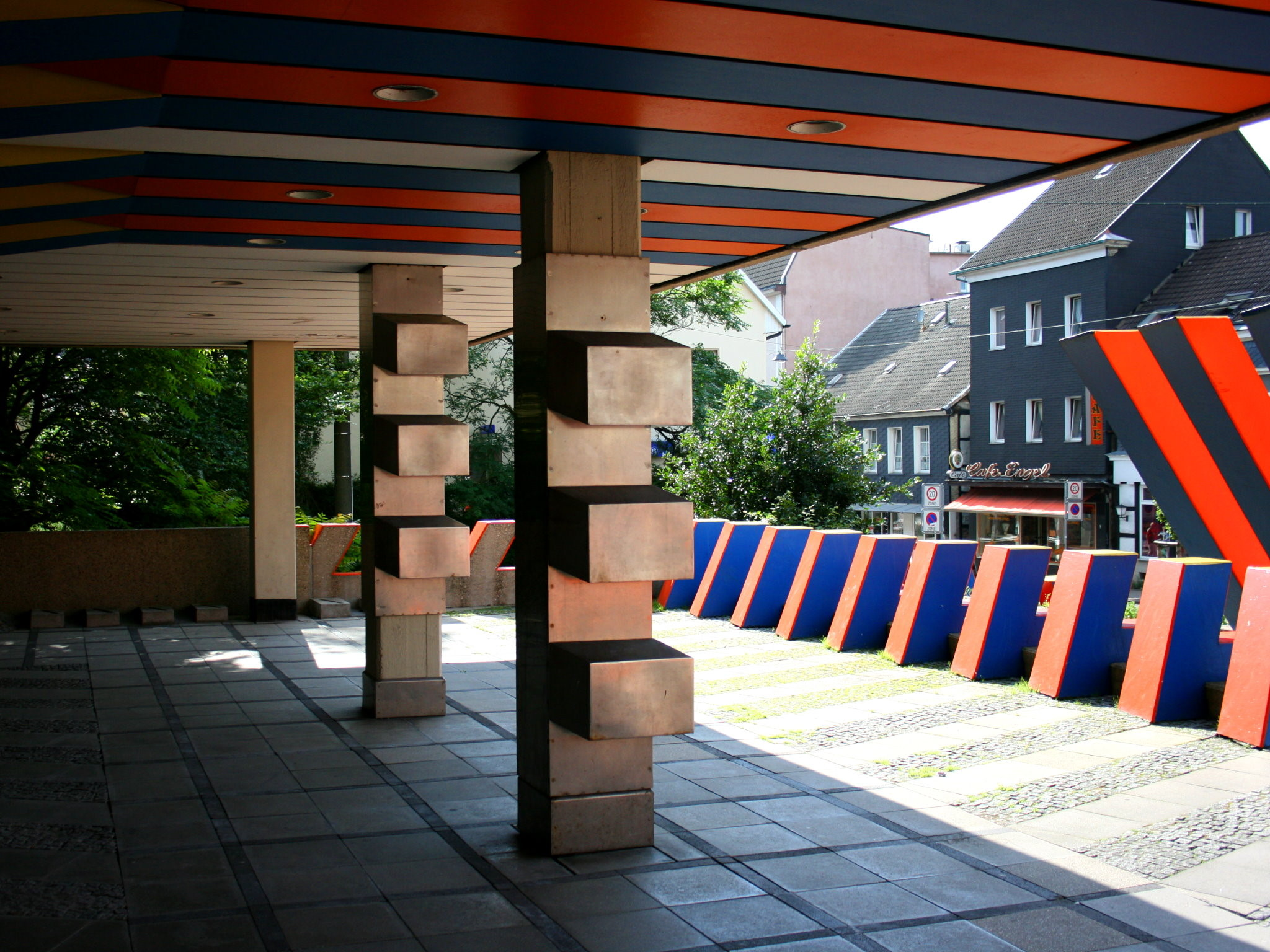
Kreishaus in Schwelm (1969/72

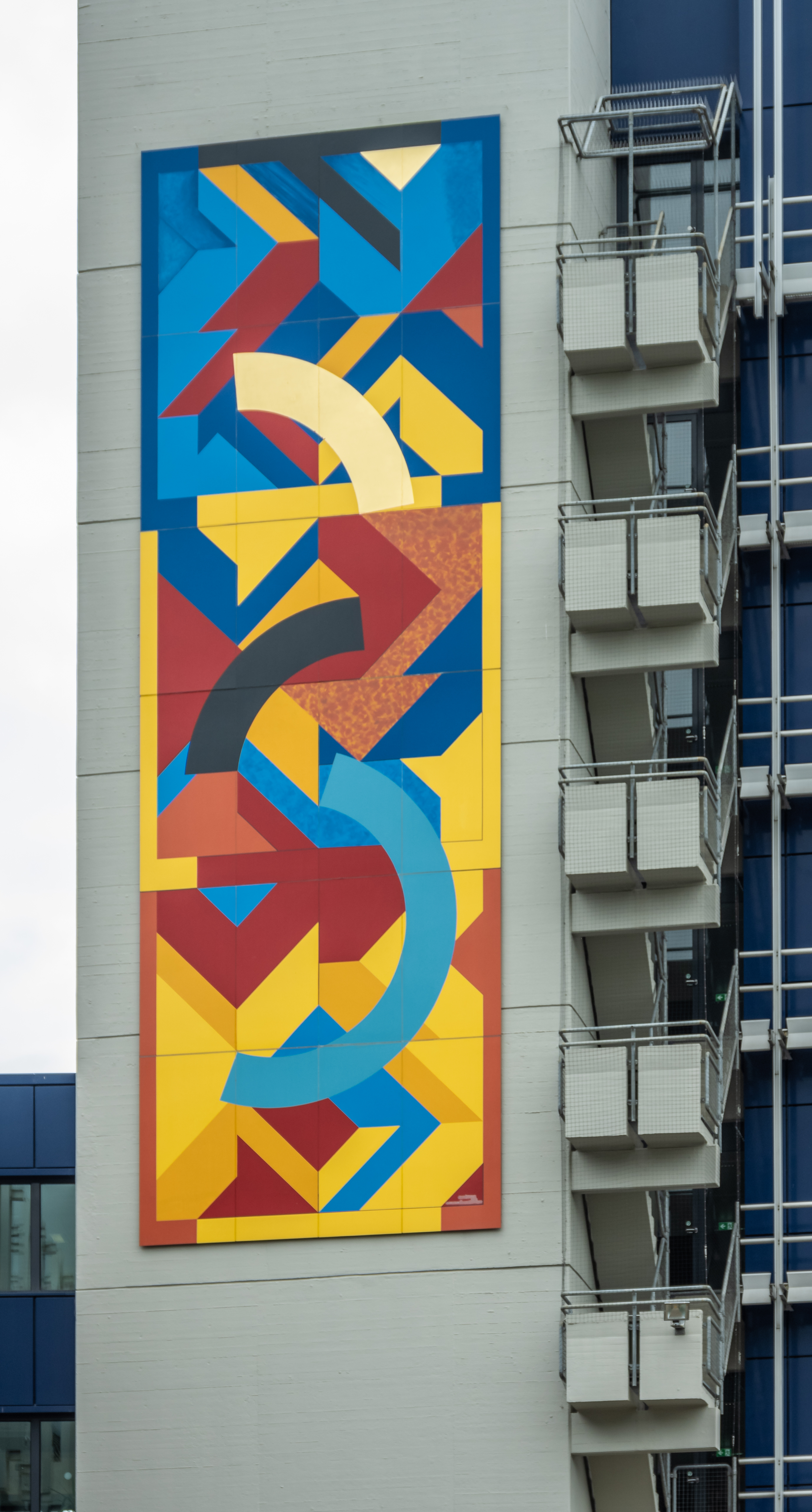
Farbe flügelt im Raum (2002), Stuttgart

Otto Herbert Hajek (Kaltenbach, Tsjechië, 27 juni 1927 – Stuttgart, 29 april 2005) was een Duitse abstracte schilder en beeldhouwer.

## Leven en werk
Van 1947 tot 1954 studeerde Hajek beeldhouwkunst aan de Staatliche Akademie der Bildenden Künste Stuttgart.
In 1958 vertegenwoordigde hij Duitsland bij de Biënnale van Venetië. Ook werd hij uitgenodigd voor documenta II (1959) en documenta III (1964) in Kassel, waardoor hij een brede bekendheid kreeg. Van 1972 tot 1979 was hij de voorzitter van de Duitse Kunstenaarsbond. In deze hoedanigheid zette hij zich met name in voor de sociale positie van kunstenaars. Van 1980 tot 1992 was Hajek hoogleraar aan de Staatliche Akademie der Bildenden Künste Karlsruhe. Vele onderscheidingen en prijzen vielen hem ten deel. Tot zijn dood in 2005 leefde Hajek in Stuttgart, waar hij ook ligt begraven.
Zijn kunstwerken werden en worden nog wereldwijd tentoongesteld. 

Zijn werk wordt vooral gekenmerkt door felgekleurde sculpturen, objecten van staal en beton. Hajek heeft zich lange tijd beziggehouden met de integratie van kunst in de architectuur en in de openbare ruimte, hetgeen resulteerde in toepassing van zijn werk in bredere zin in de binnen- en buitenruimtes van gebouwen (gevels) en pleinen (fonteinen). In de stad Stuttgart bevinden zich talrijke staalsculpturen van Hajek.

## Werken (selectie)
- 1954/1955 reliëfs en tabernakel voor de romaanse kapel van het klooster Sint Aurelius in Hirsau (Zwarte Woud)
- 1956 Durchbrochener Fläche im Raum, Stuttgart
- 1960 Raumschichtung 60/20 in het beeldenpark van de Neue Nationalgalerie in Berlijn
- 1966/1970 Mensa van de Universiteit van Saarbrücken
- 1966/67 reliëfs van de Evangelische Lucas-Kirche in Mannheim
- Southern Plaza in Adelaide (Australië)
- 1969 69/9 (brons), Bahnhofplatz in Karlsruhe
- Staalsculptuur "Stadtzeichen 69/74" in Stuttgart-Wangen
- 1969/1972 Stadiconographie voor het Kreishaus van de Ennepe-Ruhr-Kreis in Schwelm
- 1971 Multiples Element 71/2 (1971), Adlerbastei in Ulm
- Hajek-Brunnen Viktoriaplatz in Mülheim an der Ruhr
- 1972 Kuuroord in Königstein im Taunus
- 1972 Multiples Zeichen 72/III, Besigheimer Skulpturenpfad in Besigheim
- 1969/74 Stadtzeichen, Theodor-Heuss-Strasse in Stuttgart
- 1972/74 Stadtzeichen-Wegzeichen - meerdelig (1972/74), Fasanenstraße in Berlin-Charlottenburg
- 1977 City Sign voor het Aidelaide Festival Centre in Adelaide
- 1977 Stadtzeichen, Albert-Einstein-Gymnasium in Bochum
- 1977/1978 Nieuw logo voor de Universiteit van Heidelberg
- 1979/1983 Mineralheilbad Leuze in Stuttgart-Ost
- 1979/1983 Raumfigur 79/III, Besigheimer Skulpturenpfad in Besigheim
- 1983 Signos aleteando al espacio in het Parque de las Esculturas del Cerro Nutibara, Medellín (Colombia)
- 1986 Raumbewegung 76/86 II, Bebelstraße in Stuttgart
- 1998/99 Wegzeichen 1 in Stuttgart
- 1998/99 Struktursäulen in Stuttgart
- 2003 Wegzeichen 2 + 3 in Stuttgart

## Fotogalerij

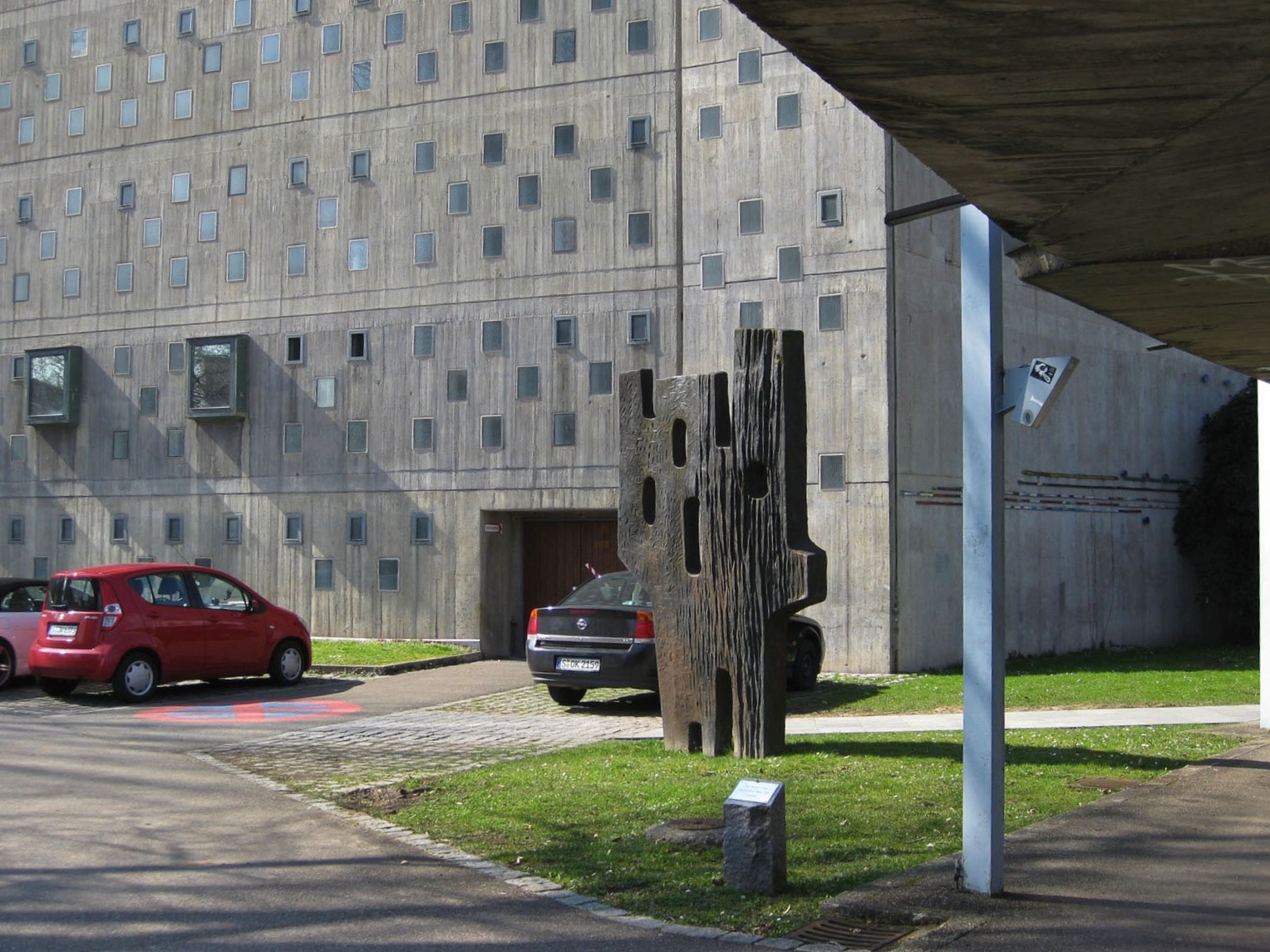
Durchbrochener Fläche im Raum (1956), Stuttgart
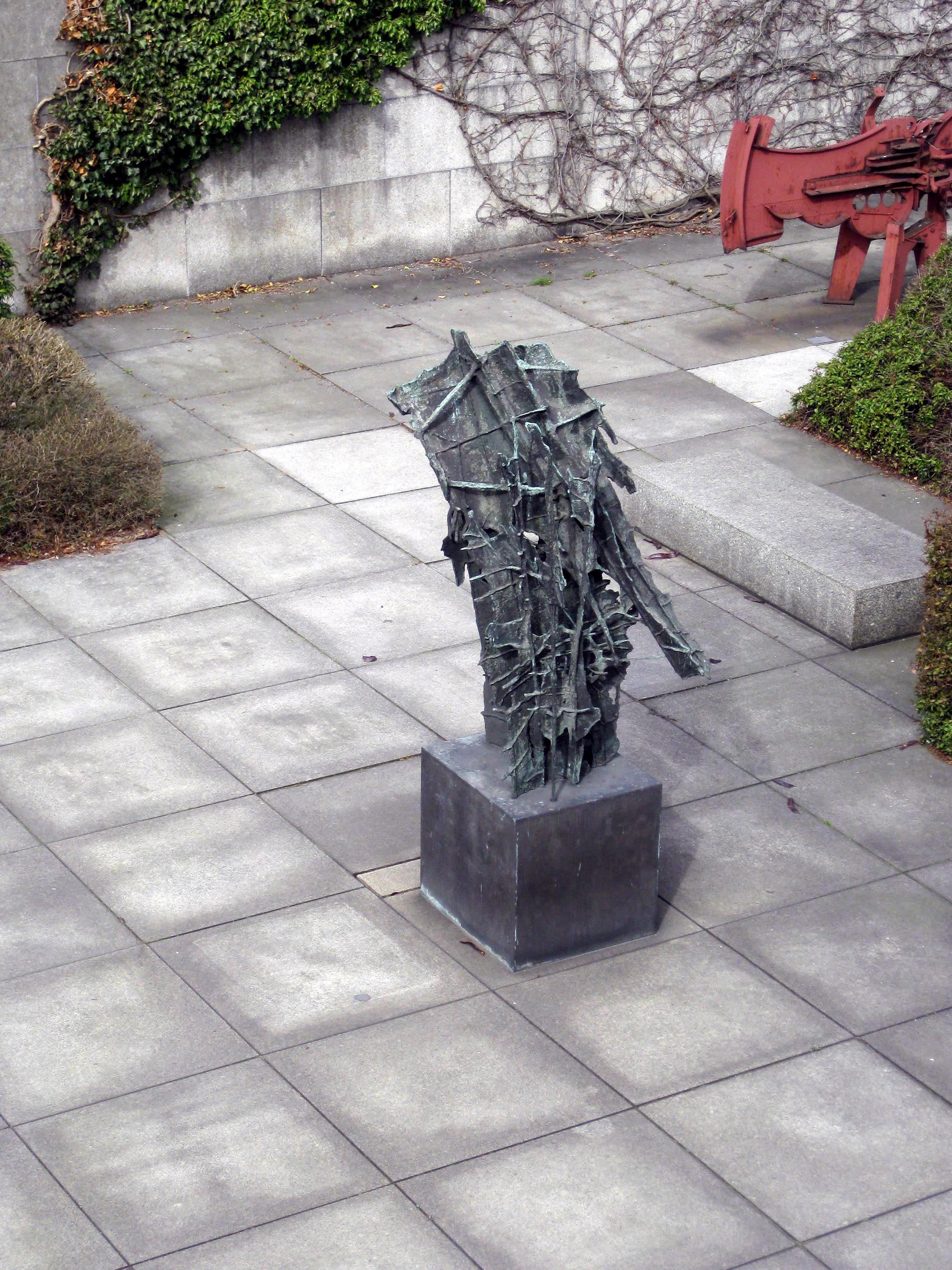
Raumschichtung 60/20 (1960) in Berlijn
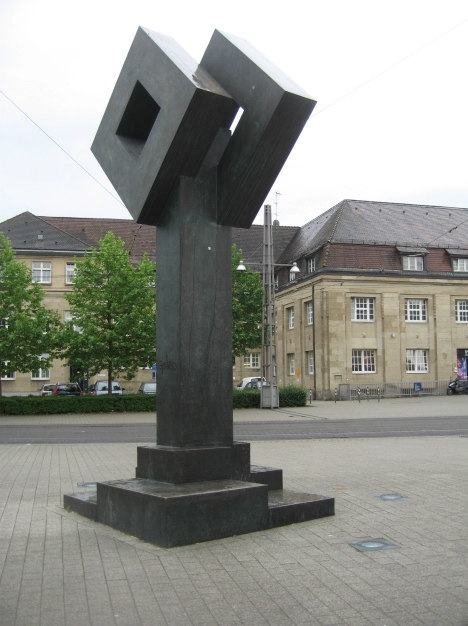
69/9 (1969), Bahnhofplatz in Karlsruhe
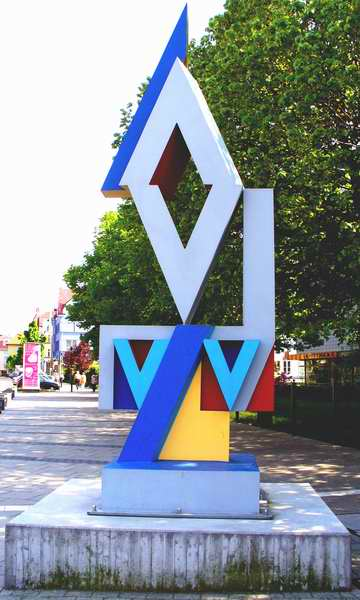
"Stadtzeichen 69/74", Stuttgart
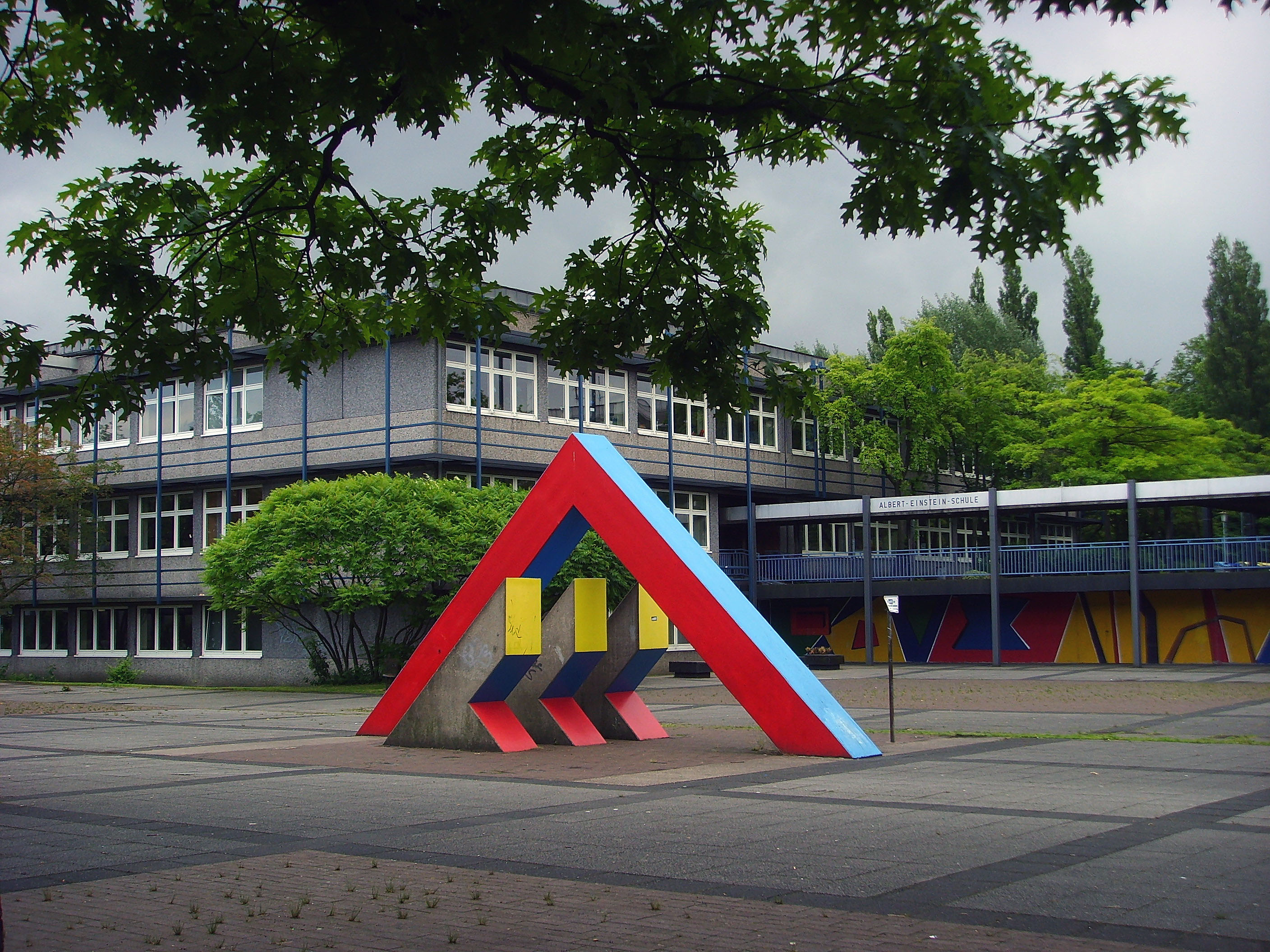
3 Schulen unter einem Dach (1977, afgebroken 8. April 2011) in Bochum
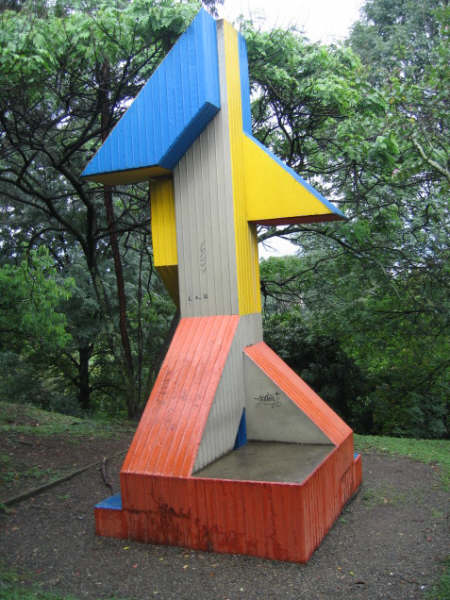
Signo aleteando al espacio (1983) in Medellín
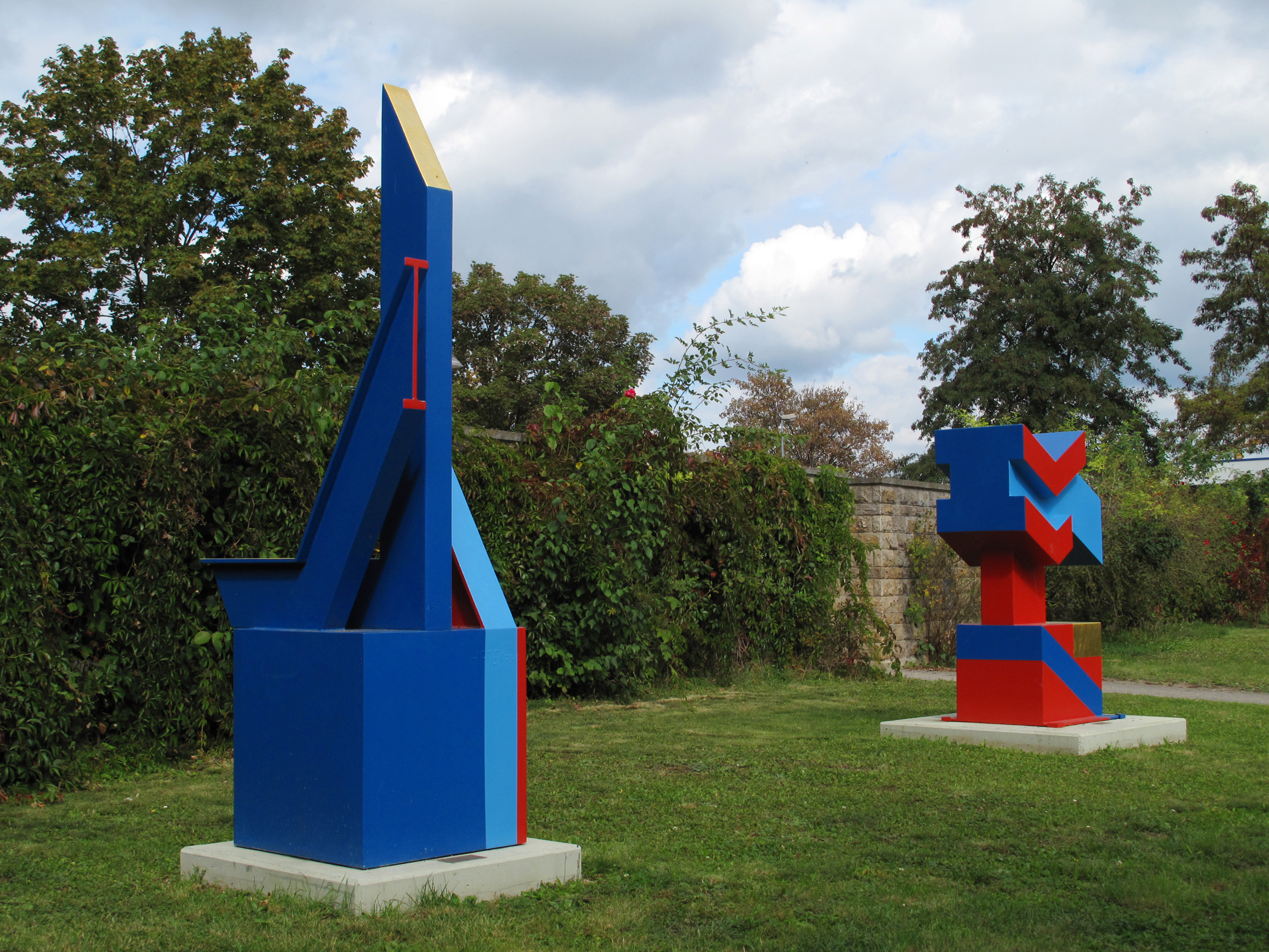
Raumfigur en Multiples Zeichen in Besigheim
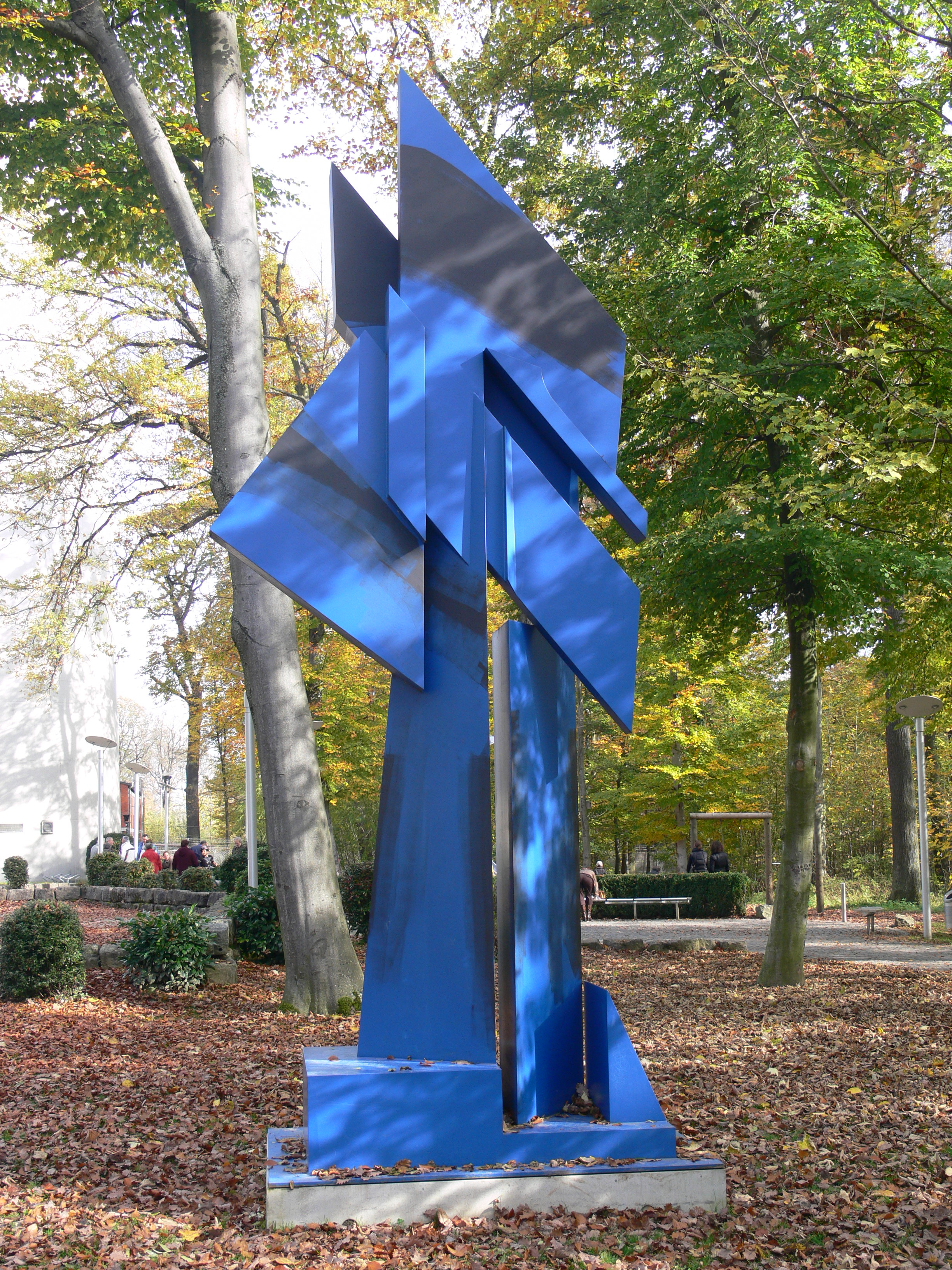
Wegezeichen 7 (1998/99) bij de Fernsehturm in Stuttgart
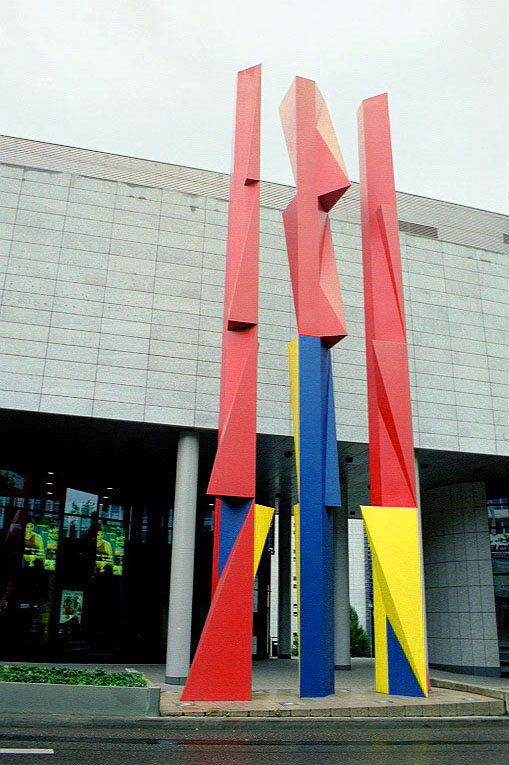
Wegzeichen 1 (1998/99) in Stuttgart
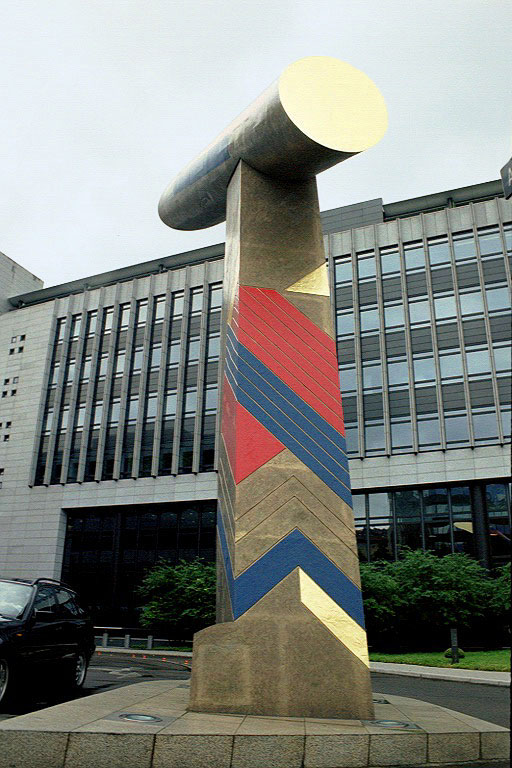
Struktursäulen (1998/99) in Stuttgart
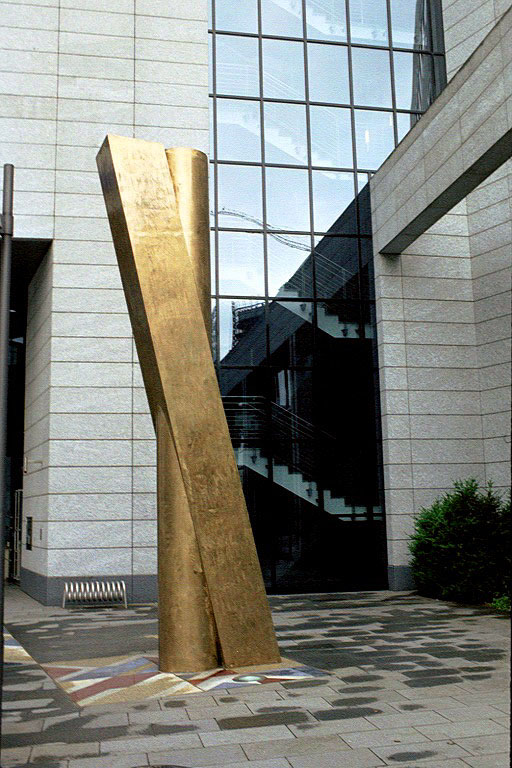
Wegzeichen 2 + 3 (2003) in Stuttgart
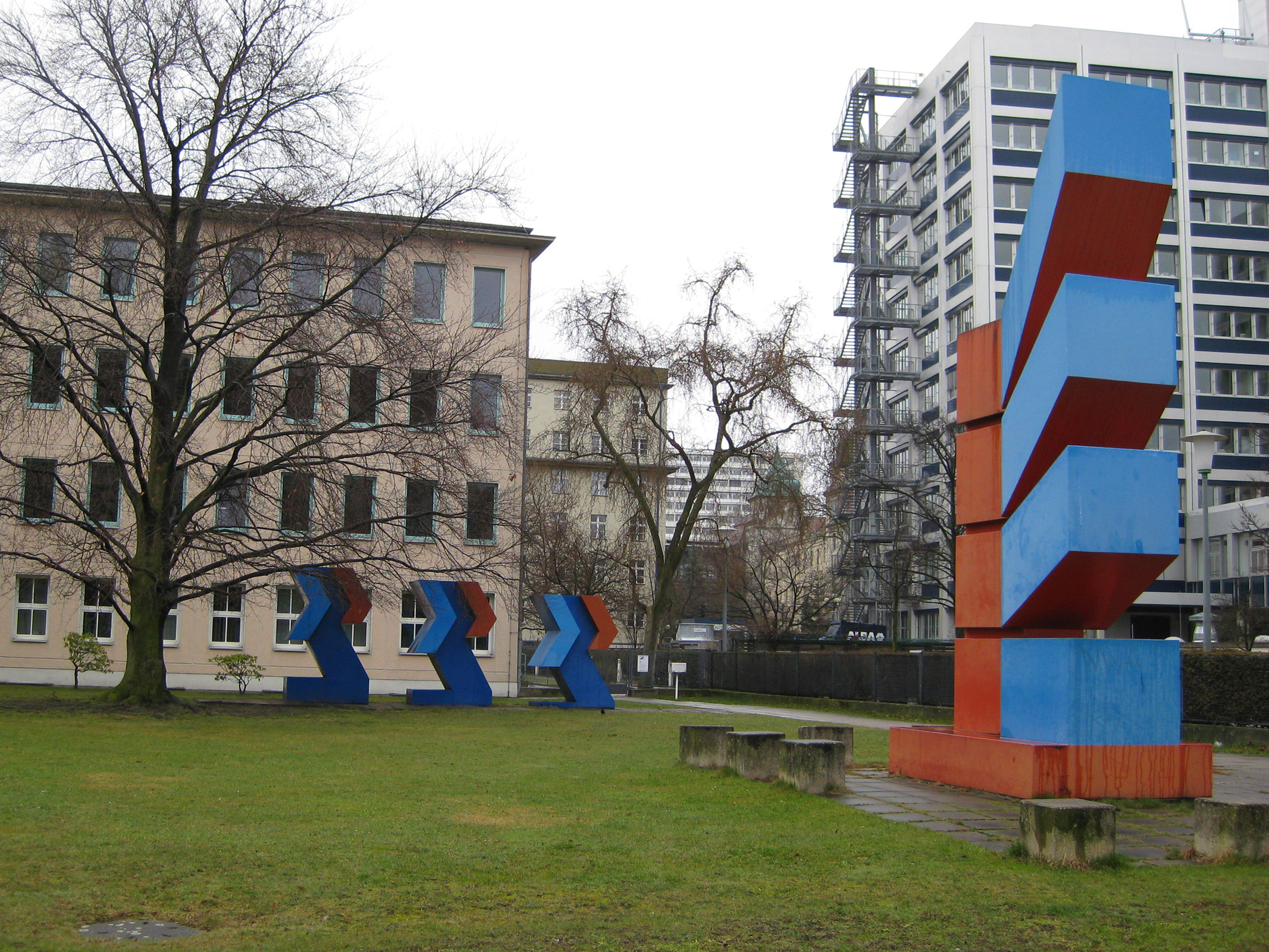
Stadtzeichen-Wegzeichen in Berlin-Charlottenburg
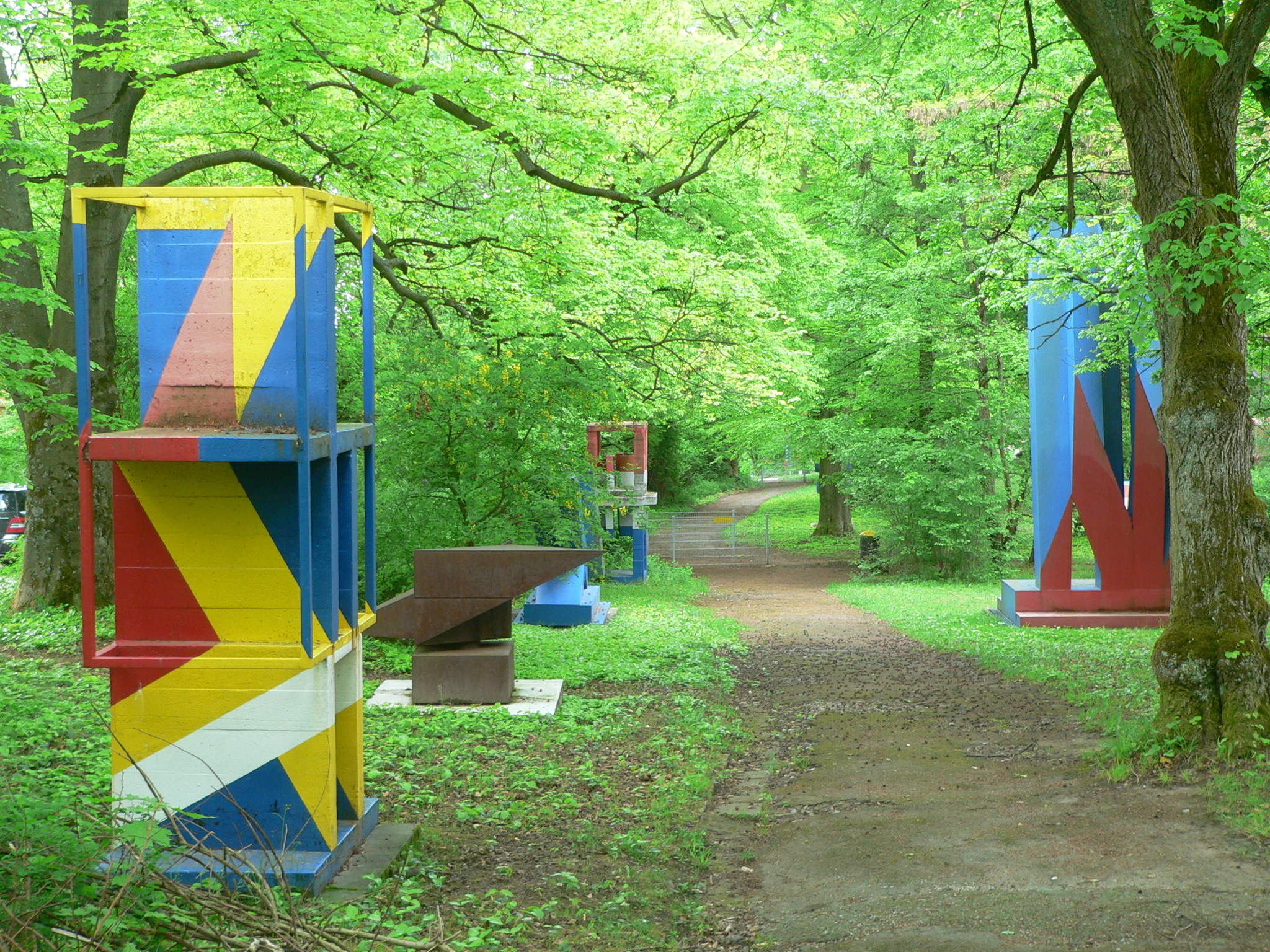
Hajek Skulpturenpark
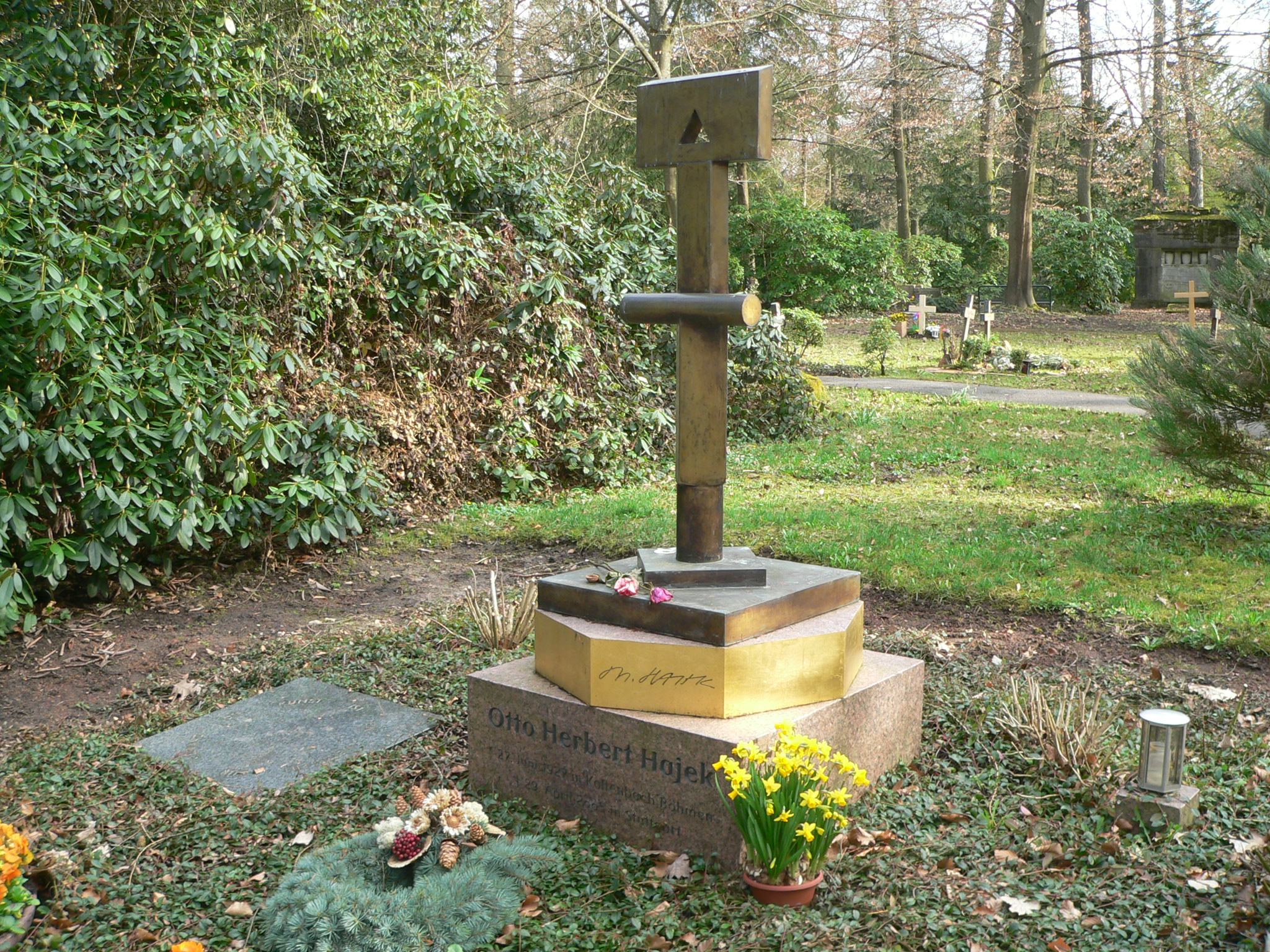
Graf Hajek op het Waldfriedhof

## Hajek Skulpturenpark
Na de dood van Hajek in 2005 is het park bij diens voormalige woonhuis aan de Hasenbergsteige 65 in de wijk Stuttgart-Hasenberg opengesteld voor het publiek. In het park zijn vele voorbeelden te vinden van Hajeks beelden in beton en staal. Het woonhuis staat sinds 2008 onder Denkmalschutz.
Hajek ligt in Stuttgart begraven op het Walfriedhof.